# Fosforan glinu
Fosforan glinu, AlPO
4 – nieorganiczny związek chemiczny, sól kwasu fosforowego i glinu. W naturze występuje jako minerał berlinit. Znanych jest wiele syntetycznych form fosforanu glinu. Mają strukturę krystaliczną podobną do zeolitów i niektóre z nich są stosowane jako katalizatory, wymieniacze jonowe lub sita molekularne.

## Berlinit
Berlinit przypomina kwarc i ma podobną do niego strukturę krystaliczną, gdzie zamiast atomów Si znajdują się atomy Al i P. W strukturze tetraedry AlO
4 i PO
4 występują naprzemiennie. Podobnie jak kwarc, AlPO
4 wykazuje chiralność i właściwości piezoelektryczne. Po podgrzaniu krystaliczny AlPO
4 (berlinit) przekształca się w formy analogiczne do trydymitu i krystobalitu, odmian polimorficznych ditlenku krzemu.

## Zastosowania

### Sita molekularne
Istnieje wiele rodzajów sit molekularnych wytworzonych z fosforanu glinu. Pierwsze z nich opisano w 1982 roku. Wszystkie mają taki sam skład chemiczny (AlPO
4) i posiadają mikroporowatą strukturę powierzchni. Posiadają strukturę krystaliczną złożoną z naprzemiennie występujących tetraedrów AlO
4 i PO
4, tak samo jak gęstszy, pozbawiony porów berlinit. Struktury te dla różnych glinofosforanowych sit molekularnych różnią się między sobą orientacją tetraedrów AlO
4 i PO
4, tworząc pory o różnych rozmiarach. Pod tym względem przypominają one zeolity glinokrzemianowe. Typowy sposób przygotowania glinofosforanów obejmuje reakcję hydrotermalną kwasu fosforowego i glinu w postaci wodorotlenku, soli, jak np. azotan glinu, lub alkoholanu, przy kontrolowanym pH w obecności amin organicznych. Te cząsteczki organiczne działają jako czynniki kierujące krystalizacją (SDA, ang. structure directing agent), sterując wzrostem struktury porowatej.

### Inne
Fosforan glinu, obok wodorotlenku glinu, jest jednym z najczęściej stosowanych adiuwantów immunologicznych w szczepionkach. Adjuwanty aluminiowe są szeroko stosowane ze względu na długą historię stosowania, bezpieczeństwo i skuteczność w przypadku większości antygenów.
Podobnie jak wodorotlenek glinu, AlPO
4 stosowany jest jako środek na zgagę. Neutralizuje kwas żołądkowy (HCl) tworząc z nim AlCl
3. Do 20% aluminium z przyjmowanych soli zobojętniających kwas żołądkowy może zostać wchłonięte z przewodu pokarmowego. Pomimo pewnych niepotwierdzonych obaw dotyczących neurologicznych skutków aluminium, uważa się, że fosforan glinu i sole wodorotlenkowe są bezpieczne jako środki zobojętniające kwas żołądkowy przy normalnym stosowaniu, nawet w trakcie ciąży czy karmienia piersią.
AlPO
4 jest składnikiem białych barwników, inhibitorów korozji, cementów i cementów stomatologicznych. Podobne zastosowania mają również związki pokrewne. Na przykład diwodorofosforan glinu (Al(H
2PO
4)
3) jest stosowany w cementach dentystycznych, powłokach metalowych, kompozycjach szkliwa i spoiwach ogniotrwałych, a Al(H
2PO
4)(HPO
4) jest stosowany w cementach i spoiwach ogniotrwałych oraz klejach.

## Powiązane związki chemiczne
AlPO
4·2H
2O występuje w naturze w postaci minerałów: waryscytu i meta-waryscytu. Dwuwodny fosforan glinu ma strukturę, którą można uznać za zbiór tetra- i oktaedrycznych jednostek anionów fosforanowych, kationów glinu oraz wody. Jony Al3+ mają liczbę koordynacyjną 6, a jony PO3−
4 liczbę koordynacyjną 4.
Znana jest również syntetycznie otrzymana forma uwodniona AlPO
4·1,5H
2O.